# Spaniens Grand Prix 2007
Spaniens Grand Prix 2007 var det fjärdje av 17 lopp ingående i formel 1-VM 2007.

## Rapport
Loppet i Spanien skulle bli ännu en duell mellan Ferrari och McLaren. I starten stod Felipe Massa och Fernando Alonso i första ledet och bakom dem Kimi Räikkönen och Lewis Hamilton. Alonsos plan var att köra om Massa redan i första kurvan, men han misslyckades och hamnade istället utanför banan. Han kom dock tillbaka som fyra men med en något skadad bil och började nu istället jakten på trean Räikkönen. Massa drog ifrån Hamilton och vann loppet som Alonso gärna velat vinna. Nu fick Alonso dock en pallplats eftersom Räikkönen tvingades bryta loppet.

## Resultat
1. Felipe Massa, Ferrari, 10 poäng
2. Lewis Hamilton, McLaren-Mercedes, 8
3. Fernando Alonso, McLaren-Mercedes, 6
4. Robert Kubica, BMW, 5
5. David Coulthard, Red Bull-Renault, 4
6. Nico Rosberg, Williams-Toyota, 3
7. Heikki Kovalainen, Renault, 2
8. Takuma Sato, Super Aguri-Honda, 1
9. Giancarlo Fisichella, Renault
10. Rubens Barrichello, Honda
11. Anthony Davidson, Super Aguri-Honda
12. Jenson Button, Honda
13. Adrian Sutil, Spyker-Ferrari
14. Christijan Albers, Spyker-Ferrari

### Förare som bröt loppet
- Nick Heidfeld, BMW (varv 46, växellåda)
- Ralf Schumacher, Toyota (44, skada efter olycka)
- Vitantonio Liuzzi, Toro Rosso-Ferrari (19, hydraulik)
- Scott Speed, Toro Rosso-Ferrari (9, däck)
- Kimi Räikkönen, Ferrari (9, elsystem)
- Jarno Trulli, Toyota (8, bränslesystem)
- Mark Webber, Red Bull-Renault (7, transmission)
- Alexander Wurz, Williams-Toyota (1, olycka)